# Comuna Caraula, Dolj
Caraula este o comună în județul Dolj, Oltenia, România, formată numai din satul de reședință cu același nume.

## Demografie
Componența etnică a comunei Caraula
     Români (58,26%)
     Romi (31,99%)
     Alte etnii (9,75%)
Componența confesională a comunei Caraula
     Ortodocși (89,15%)
     Alte religii (0,97%)
     Necunoscută (9,89%)
Conform recensământului efectuat în 2021, populația comunei Caraula se ridică la 2.276 de locuitori, în scădere față de recensământul anterior din 2011, când fuseseră înregistrați 2.423 de locuitori. Majoritatea locuitorilor sunt români (58,26%), cu o minoritate de romi (31,99%). Din punct de vedere confesional, majoritatea locuitorilor sunt ortodocși (89,15%), iar pentru 9,89% nu se cunoaște apartenența confesională.

## Politică și administrație
Comuna Caraula este administrată de un primar și un consiliu local compus din 11 consilieri. Primarul, Titel Păun[*], de la Partidul Social Democrat, este în funcție din 2016. Începând cu alegerile locale din 2024, consiliul local are următoarea componență pe partide politice:
|  | Partid                          | Consilieri | Componența Consiliului | Componența Consiliului | Componența Consiliului | Componența Consiliului | Componența Consiliului | Componența Consiliului | Componența Consiliului | Componența Consiliului |
|  | ------------------------------- | ---------- | ---------------------- | ---------------------- | ---------------------- | ---------------------- | ---------------------- | ---------------------- | ---------------------- | ---------------------- |
|  | Partidul Social Democrat        | 8          |                        |                        |                        |                        |                        |                        |                        |                        |
|  | Alianța pentru Unirea Românilor | 3          |                        |                        |                        |                        |                        |                        |                        |                        |